# Magyaró község
Magyaró község (románul: Comuna Aluniș) község Maros megyében, Romániában. Központja Magyaró, beosztott falvai Fickópataka, Holtmaros.

## Népessége
A 2011-es népszámlálás adatai alapján a község népessége 3236 fő volt.